# Zaździerz
Zaździerz (w XVI wieku Zajezierze) – wieś sołecka w Polsce położona w województwie mazowieckim, w powiecie płockim, w gminie Łąck.
W latach 1975–1998 miejscowość administracyjnie należała do województwa płockiego.
Miasto Zajezierze zostało założone jako własność monarsza w 1356 roku, położone w ziemi gostynińskiej województwa rawskiego. Miejscowość otrzymała prawa miejskie chełmińskie przywilejem książęcym Siemowita III w dniu 30 listopada 1356 roku. Miastem pozostawała przez około 100 lat – w XVI wieku wymieniana jako wieś.